# 丸山潤美
丸山 潤美（まるやま めぐみ）は宮城県・仙台市出身の有機合成化学者。日常の気持ちに寄り添う小説家としても活動している。

## 来歴
東北大学理学部を卒業後、同大学大学院に進学、2003年東北大学理学研究科博士課程（化学専攻）を修了。
平間正博の研究室に在籍中、2001年に世界初のシガトキシンの全合成を上原俊久と共に達成し、後のモノクローナル抗体やシガトキシン検出キットの開発に貢献した。